# Archäologisches Museum Bergama

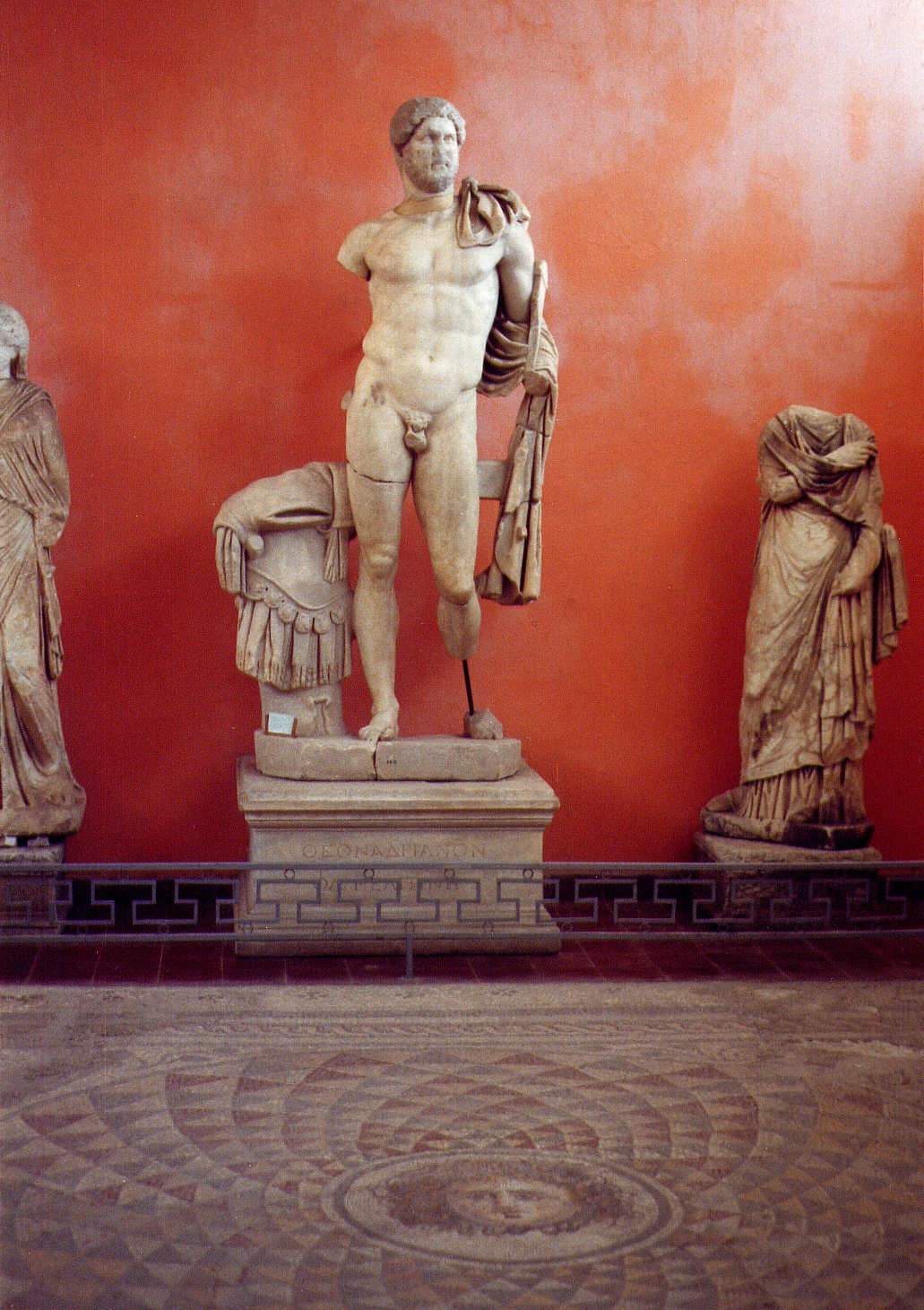
Statue Hadrians aus der Bibliothek des Asklepieion

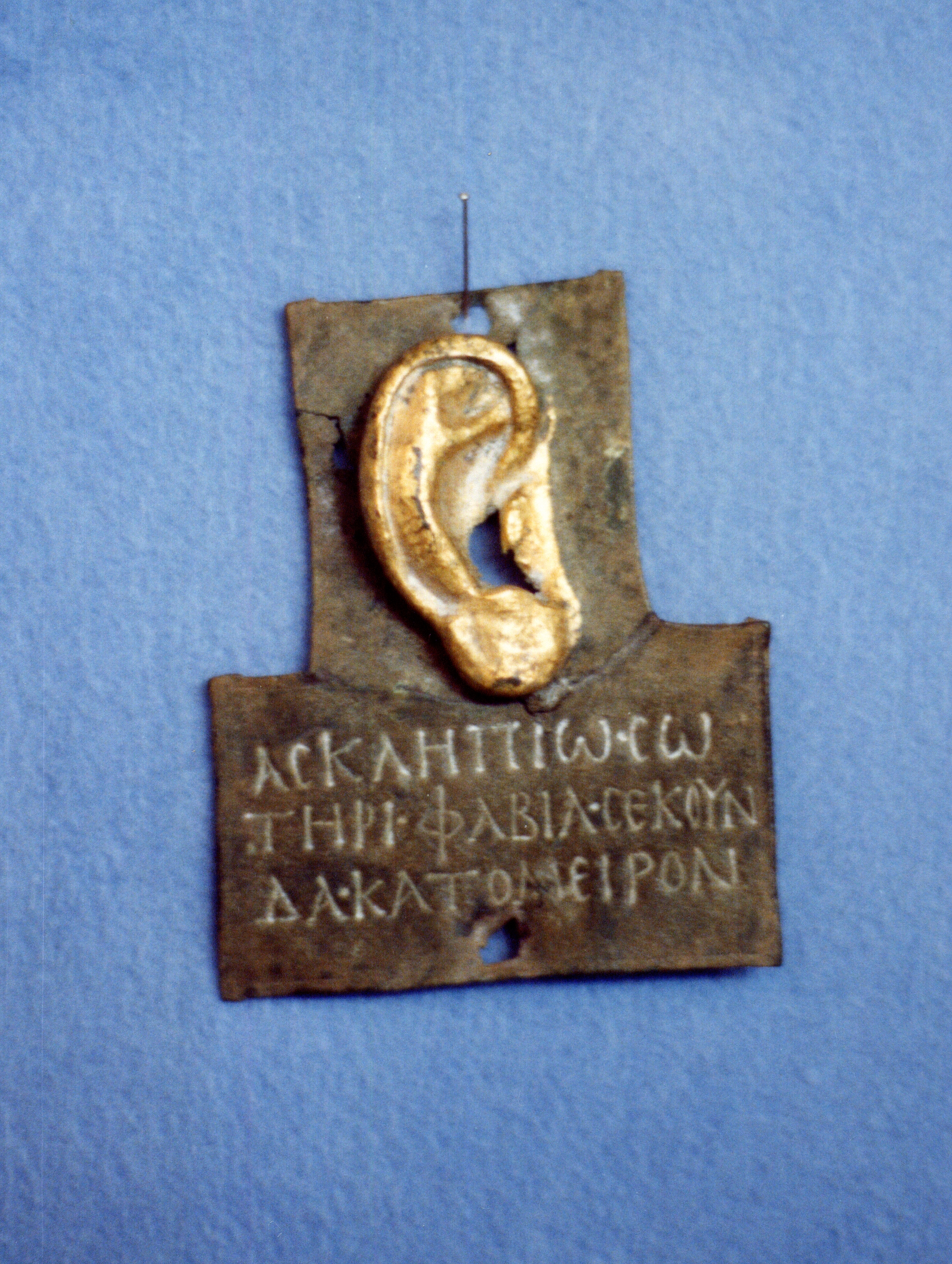
„Goldenes Ohr“, hellenistische Votivgabe

Das Archäologische Museum Bergama (türkisch Bergama Müzesi) liegt an der Cumhuriyet Caddesi, der Hauptstraße der Stadt Bergama in der türkischen Provinz İzmir, etwa einen Kilometer südwestlich der Roten Halle und zwei Kilometer südlich der Akropolis. Es beherbergt hauptsächlich Funde aus dem antiken Pergamon, aber auch aus der näheren Umgebung sowie aus Allianoi.

## Geschichte
In den Anfängen der deutschen Pergamongrabungen am Ende des 19. und Anfang des 20. Jahrhunderts wurden die Funde größtenteils nach Berlin ins Pergamonmuseum und ein kleinerer Teil ins Archäologische Museum Istanbul verbracht, einige Stücke wurden in einem Depot beim Grabungshaus gelagert. Als nach dem Ersten Weltkrieg die Grabungen 1927 wieder aufgenommen wurden, regte sich der Wunsch nach einem Museum vor Ort. Den Anstoß zum Bau gab der türkische Generalfeldmarschall Fevzi Çakmak nach einem Besuch im Jahre 1932. Im Auftrag des Gouverneurs von İzmir, Kazım Dirik, begannen 1933 die Architekten Bruno Meyer und Harold Hanson mit dem Bau. Am 13. April 1934 besichtigte Mustafa Kemal Pergamon und auch die Museumsbaustelle. Am 30. Oktober 1936 eröffnete Gouverneur Fazlı Güleç das Gebäude für Besucher. Erster Direktor des Museums war Osman Bayatlı. Auf seine Anregung begannen in den 1930er-Jahren die ersten Restaurierungsarbeiten an der Roten Halle. 1979 wurde ein Erweiterungsbau erstellt und die Sammlungsstücke des ehemaligen Ethnographischen Museums mit aufgenommen. Im Erweiterungsbau wurden auch Laboratorien, ein Photoatelier, ein Depot sowie ein Archiv eingerichtet.

## Sammlung
Zu den Funden aus Pergamon zählen unter anderem eine Statue des Kaisers Hadrian, gefunden in der Bibliothek des Asklepieions, ein Fußbodenmosaik mit einem zentralen Medusenkopf als Motiv, ein steinernes Pferd aus dem 2. Jahrhundert v. Chr. vom Pergamonaltar sowie mehrere Statuetten und Statuen von römischen Kaisern und anderen wichtigen Persönlichkeiten der Stadt. Unter den Ausstellungsstücken befindet sich ein Sarkophag, der ungeplündert im Töpferviertel am Fluss Ketios gefunden wurde und das verbrannte Skelett eines elf- bis zwölfjährigen Jungen sowie reiche Grabbeigaben enthielt. Des Weiteren gehören Schrifttafeln, Reliefs, Friese und Statuen aus dem Gymnasion, auch ein Akroterion mit einer schwebenden Nike, das den Giebel des Propylons im Asklepieion schmückte, zur Sammlung, die durch zahlreiche Keramikgegenstände sowie Münzen ergänzt wird. 
Das älteste Ausstellungsstück ist ein Kouros aus dem 6. Jahrhundert v. Chr., der aus Pitane, dem heutigen Çandarlı, stammt. Andere Funde, vornehmlich Keramik, stammen aus Gryneion, Terrakotten aus Myrina. Seit den 1990er Jahren werden auch Funde aus den Notgrabungen in dem von der Überflutung durch einen Stausee bedrohten Allianoi im Museum aufgenommen.
Als im September 2010 bei Grabungen des Deutschen Archäologischen Instituts auf einem Hügel nordöstlich des Burgbergs eine Grabkammer entdeckt wurde, ist die von Grabräubern zerstörte Tür des Grabes zum Schutz mit einem Hubschrauber des türkischen Umwelt- und Forstministeriums ins Museum verbracht worden.
Die zum Museum gehörende ethnographische Sammlung umfasst Teppiche, Trachten und kostbare Handarbeiten.